# 王浚 (正德進士)
王浚（1474年—1545年），字德深，浙江嚴州府建德縣人，明朝政治人物。

## 生平
治《春秋》，行十，由國子生中式戊午科（1498年）浙江鄉試第七十七名舉人，年三十五歲中式正德三年（1508年）戊辰科會試第二年四十六名，第二甲第六十二名進士。授薊州知州，以事忤劉瑾，被逮入錦衣衛詔獄。劉謹被誅後才釋放，遷刑部員外郎，上疏諫止武宗南巡，被廷杖幾乎斃命。正德十五年（1520年）六月出為山東兵備僉事，嘉靖元年（1522年）以围剿山东青州盗王堂等不力被逮问。三年（1524年）十一月進貴州副使，整饬威清等处兵备。土苗吳尚賢倡亂，討平之。遷四川參政、貴州按察使，九年四月升河南左布政使，十年正月入為順天府府尹。與按治官员不和，十二年四月考察拾遗降一级，左遷福建右參政，十二年十二月升本司右布政使，十四年三月擢升都察院右副都御史、提督南贛汀漳軍務。奉宣德意，申以威嚴，數年間軍旅不興，帑儲大省。十七年十月進升南京刑部右侍郎，改北，二十年四月以九廟火災自陳致仕。年七十二卒，賜祭葬。

## 紀念
建德县有为王浚建进士坊、侍郎坊、大方岳坊各一座。

## 家族
曾祖王文恭。祖王璿，字仕政，宿州卫经历。父王金。前母谢氏；母谢氏；继母汪氏。慈侍下，兄濟、澍、源、濙（省祭官）、沛、弟淳、治、沐、淑。